# Anarcho (Album)
Anarcho ist das zweite Soloalbum des Rappers Favorite. Es erschien am 2. Mai 2008 über das Independent-Label Selfmade Records und wurde zu einem Großteil von dem Hip-Hop-Musiker Rizbo produziert. Anarcho stieg auf Platz 24 der deutschen Album-Charts ein und war zum damaligen Zeitpunkt das erfolgreichste Album des Labels.

## Titelliste

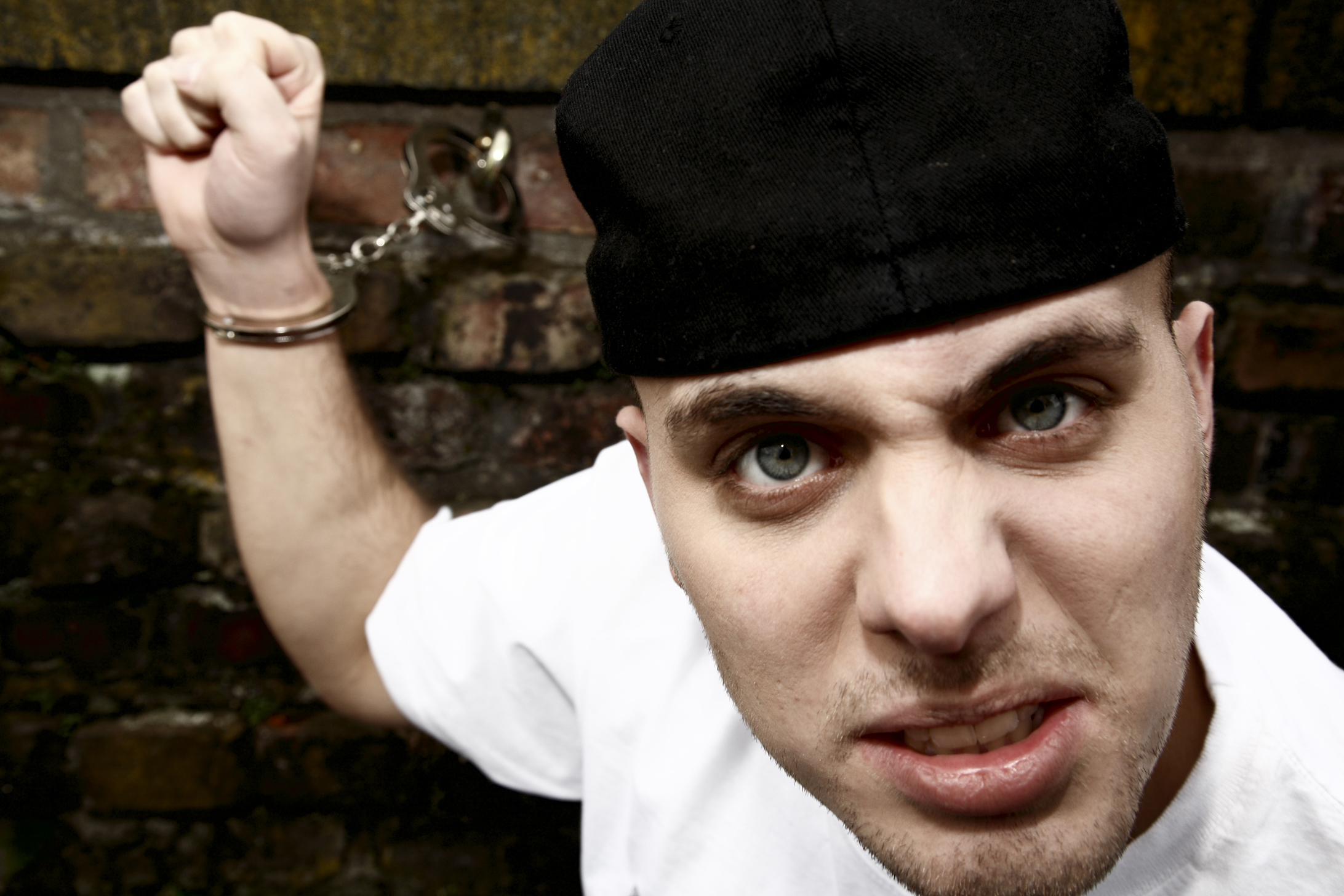
Pressefoto von Favorite

| #   | Titel                                | Produzent      | Länge |
| --- | ------------------------------------ | -------------- | ----- |
| 1.  | Herzlich Willkommen                  | Rooq           | 1:28  |
| 2.  | Fav Zeit                             | Rizbo          | 3:27  |
| 3.  | Anarcho Rap                          | Rizbo          | 3:57  |
| 4.  | Wunderschöner Tag (feat. Kool Savas) | Rizbo          | 4:18  |
| 5.  | Killapromo                           | Rizbo          | 3:35  |
| 6.  | Skit                                 |                | 1:00  |
| 7.  | Ghettoboyz (feat. Kollegah)          | Vizir          | 3:48  |
| 8.  | Besserer Mensch                      | Rizbo & Vizir  | 2:30  |
| 9.  | Oh mein Gott                         | Chrizmatic     | 4:09  |
| 10. | Selfmade G                           | Rizbo          | 2:42  |
| 11. | Skit                                 |                | 1:14  |
| 12. | Auserwählt (feat. Nico K.I.Z)        | Wassbass       | 3:34  |
| 13. | Im Dreck                             | Rizbo          | 3:52  |
| 14. | Favoriddy Cent                       | Rizbo & Vizir  | 3:16  |
| 15. | Skit                                 |                | 1:06  |
| 16. | Auszeit                              | Mauvais Garcon | 3:36  |
| 17. | Organraub (feat. Hollywood Hank)     | Rizbo          | 3:41  |
| 18. | Sie wollen Fav                       | Vizir          | 2:14  |
| 19. | 30 (feat. Kollegah)                  | Rizbo          | 3:33  |
| 20. | Was willst du                        | Krizz Dallas   | 3:26  |
| 21. | Faustkampf (feat. Shiml)             | Mauvais Garcon | 3:50  |
| 22. | Ich vermiss euch                     | 2Deep          | 3:35  |
| 23. | Outro                                | Rizbo          | 1:57  |

## Texte
Anarcho enthält einige persönliche Stücke. Zu diesen zählen die Lieder Auszeit und Ich vermiss euch. Im Text zu Ich vermiss euch verarbeitet Favorite den Verlust seiner Eltern, welche bei einem Unfall starben, als der heutige Rapper zwölf Jahre alt war.

„Ich habe schon auf Harlekin einen Track über meine Schwester gemacht. […] Es fällt mir leicht, darüber zu schreiben, leichter noch, als darüber zu sprechen. Ich gebe euch den Track auf CD mit, ihr könnt euch den anhören, aber ich würde nie im Leben alle damit volllabern. Das ist irgendwie Selbsttherapie, darüber zu schreiben. Einfach raus damit. Ich mache zwar Spaß, aber ich habe auch Sachen aus meinem Leben zu erzählen. Genau das ist Rap.“

## Produktion
An der Produktion von Anarcho waren sieben Produzenten beteiligt. Der Hauptproduzent des Albums ist Rizbo, welcher bei Selfmade Records als „Inhouse-Produzent“ tätig ist. Dieser produzierte die Musikstücke Herzlich Willkommen, FAV Zeit, Anarcho Rap, Wunderschöner Tag, Killapromo, Selfmade G, Im Dreck, Organraub, 30, Besserer Mensch, Favoriddy Cent und Outro. Vier Lieder des Albums wurden von Vizir produziert. Seine Beats sind den Stücken Ghettoboyz, Sie woll'n Fav und Besserer Mensch zuzuordnen. Außerdem war er an der Entstehung von Favoriddy Cent als Mit-Produzent tätig. Mauvais Garcon produzierte die Lieder Auszeit und Faustkampf. WassBass ist für das Musikstück Auserwählt, auf welchem Nico vertreten ist, verantwortlich. Ein Lied wurde von Krizz Dallas produziert. Seine Produktion ist in dem Stück Was willst du zu hören. Das Lied Oh mein Gott wurde von dem Produzenten Chrizmatic produziert. Außerdem produzierte der Hip-Hop-Produzent 2Deep das Lied Ich vermiss euch.

## Gastbeiträge

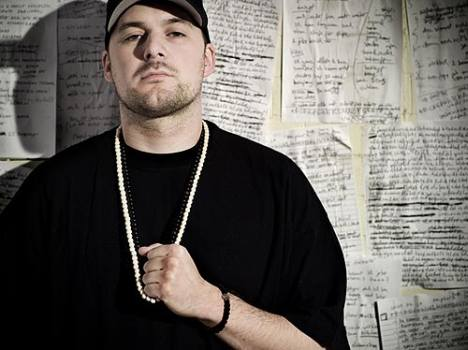
Kool Savas im Jahr 2008

Das Album beinhaltet Gastbeiträge, sogenannte Features, von insgesamt sechs Künstlern. Favorites Labelkollege Kollegah ist dabei an zwei Liedern beteiligt. Mit ihm nahm Favorite die Stücke Ghettoboyz und 30 auf. Als weiterer Vertreter des Labels Selfmade Records ist der Rapper Shiml auf dem Lied Faustkampf vertreten.
Des Weiteren entstand mit Nico von der Berliner Rapformation K.I.Z das Lied Auserwählt. Außerdem war der Rapper Hollywood Hank an der Entstehung des Stücks Organraub beteiligt.
Hervorzuheben ist das Musikstück Wunderschöner Tag. Auf diesem ist der Berliner Kool Savas zu hören. In einem Interview erklärte Favorite, dass die Lieder Ich vermiss euch und Wunderschöner Tag die Stücke seines Albums seien, die ihm am meisten bedeuten. Als Grund gab der Rapper an, dass er ein langjähriger Fan der Arbeit von Kool Savas ist und mit dem gemeinsamen Lied „ein Traum in Erfüllung gegangen ist“.

„Slick kennt ihn schon recht lange, also bin ich mit Slick zu 'nem Savas-Konzert gefahren und wir haben gechillt. Ich hab ihm gesagt, dass ich Bock auf einen gemeinsamen Track hätte und hab ihm Beats und neue Songs von mir gegeben. Scheinbar fand er's cool und hat zugesagt. Er kam dann sogar zu uns nach Düsseldorf ins Selfmade-Studio und wir haben „Wunderschöner Tag“ aufgenommen. Ich bin auf jeden Fall stolz ein Savas-Feature auf meinem Album zu haben.“

## Vermarktung

### Videos

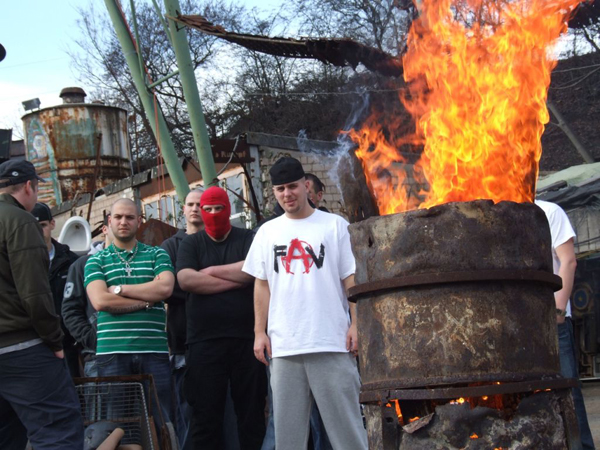
Favorite beim Videodreh zu Anarcho Rap

Zu vier Liedern des Albums wurden Videos gedreht. Diese sind Anarcho Rap und Ich vermiss euch sowie ein Killapromo und Oh mein Gott, die in einem Clip verarbeitet wurden. Das erste Video zu Anarcho Rap wurde in Neuehrenfeld in Köln gedreht. Der Clip wurde nicht auf den Musiksendern gespielt, sondern ist ausschließlich auf verschiedenen Videoportalen im Internet einsehbar. Als zweites Lied wurde Ich vermiss euch, in dem der Tod der Eltern des Rappers thematisiert wird, zu einem Video verarbeitet. Ich vermiss euch erreichte bereits zweimal Platz 1 der TRL Most Wanted der MTV-Show Urban TRL. Das Video wurde in Essen gedreht. Das Grab am Ende des Videos ist das echte Grab der Eltern. Ende Mai 2008 wurde ein sogenanntes Splitvideo, in welchem die Lieder Killapromo und Oh mein Gott angespielt werden, gedreht. Dieses ist allerdings nur im Internet zu sehen. Die Dreharbeiten zu Killapromo/Oh mein Gott fanden in Essen statt.

### Auseinandersetzung mit Taichi
Im Zuge der Veröffentlichung von Anarcho entstand eine verbale Auseinandersetzung zwischen Favorite und dem Berliner Taichi. Favorite griff den Rapper auf dem Lied Anarcho Rap mit den Zeilen „Taichi ist ein arschgefickter Hu. Ich kill' den Spast mit 'ner Kettensäge.“ an. In einem Interview erklärte Favorite, dass der Grund für diesen Diss das Video Pssst! von Taichi ist. Dieses empfindet Favorite als „uncool“.

„Man weiß, dass ich „Hurensohn“ sagen will, aber ich habe es gemutet, weil ich mir dachte, ich muss jetzt nicht unbedingt „Hurensohn“ sagen. Aber er denkt trotzdem, ich hätte „Hurensohn“ zu ihm gesagt, obwohl ich extra nicht „Hurensohn“ zu ihm gesagt habe.“

Taichi antwortete auf die Attacke von Favorite mit dem Lied KackVogelFave. Favorite äußerte sich gegenüber dem Hip-Hop-Magazin Juice zu Taichis Antwort:

„Ich fand die Flows relativ schlecht, weil er so schreien muss, um gehört zu werden. Da hätte er auch ein bisschen ruhiger bleiben können. Aber der Track an sich geht eigentlich. […] Ich hab' mich jetzt nicht großartig aufgeregt, das ist leider ausgeblieben. Es hätte mich schon gefreut, wenn ich mich so richtig über Taichi hätte aufregen müssen. Aber das hat er nicht geschafft. Naja.“

Im Anschluss an die Veröffentlichung von KackVogelFave, stellte Favorite das Stück Aktive Sterbehilfe kostenlos im Internet zur Verfügung. Darin greift er Taichi erneut an. Es folgte ein weiteres Lied von Taichi. Dieses wurde unter dem Titel Flieg nicht zu hoch mein kleiner Freund veröffentlicht und enthält ein Sample aus dem gleichnamigen Lied der Sängerin Nicole.

### Tournee

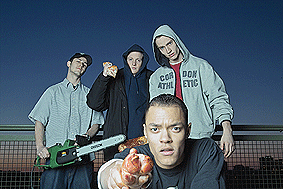
Die Berliner Gruppe K.I.Z (vorne: Tarek; links: DJ Craft)

Favorite präsentierte Anarcho im Rahmen der Alphagene-Tour des Rappers Kollegah. Diese begleitete Favorite gemeinsam mit dem Hip-Hop-Musiker Massimo und den K.I.Z-Mitgliedern DJ Craft und Tarek. Die Tournee begann am 28. April 2008 in Köln und endete am 4. Mai mit einem Konzert in Stuttgart.
Ab dem 31. Mai 2008 ging Favorite erneut auf Tournee. Diese fand unter dem Namen Auf die kranke Tour statt. Der Rapper wurde dabei von den Hip-Hop-Musikern Dissziplin, DJ Access und Hollywood Hank begleitet. Die Tournee führte durch acht Städte. Das letzte Konzert fand am 6. Juli 2008 in Wien statt.

## Chartplatzierungen
Anarcho stieg in der 21. Kalenderwoche des Jahrs 2008 auf Position 24 in die deutschen Album-Charts ein.
| ChartsChartplatzierungen | Höchstplatzierung | Wochen |
| ------------------------ | ----------------- | ------ |
| Deutschland (GfK)        | 24 (1 Wo.)        | 1      |